# Savage Eye
Albums de The Pretty Things
Silk Torpedo
(1974) Cross Talk
(1980)
Savage Eye est le huitième album des Pretty Things, sorti en 1975.
C'est le deuxième album du groupe pour le label de Led Zeppelin, Swan Song Records. Malgré le succès de Silk Torpedo et de la tournée américaine qui s'ensuit, les musiciens sont épuisés par leurs excès destructifs et leurs addictions. En 1976, le chanteur Phil May, dernier membre fondateur des Pretty Things, quitte le groupe dans des circonstances troubles (renvoyé par ses camarades après avoir manqué un concert à Londres ou parti de son plein gré ?). Les autres membres se rebaptisent Metropolis et enregistrent deux démos avant de jeter l'éponge.

## Titres

### Face 1
1. Under the Volcano (May, Tolson) – 6:01
2. My Song (May) – 5:09
3. Sad Eye (Tolson) – 4:31
4. Remember That Boy (May) – 5:05

### Face 2
1. It Isn't Rock 'n' Roll (Povey) – 3:58
2. I'm Keeping (May) – 4:00
3. It's Been So Long (May) – 5:06
4. Drowned Man (May, Povey) – 4:23
5. Theme for Michelle (Povey) – 1:50

### Titres bonus
Tonight est la face A du second single de promotion de l'album (Swan Song K 19406). Love Me a Little et Dance All Night sont des démos enregistrées par le groupe après le départ de Phil May.
1. Tonight (Edwards) – 3:05
2. Love Me a Little – 3:10
3. Dance All Night – 2:53

## Musiciens
- Skip Alan : batterie
- Gordon Edwards : guitare, claviers, chant
- Jack Green : guitare acoustique, basse, chant
- Phil May : chant
- John Povey : claviers, clavecin, chant
- Peter Tolson : basse, guitare lead, guitare rythmique, guitare acoustique
- Norman Smith : saxophone